# Venezuela op de Olympische Zomerspelen 1956
Venezuela nam deel aan de Olympische Zomerspelen 1956 in Melbourne, Australië en Stockholm, Zweden (onderdelen paardensport). Nadat op de vorige editie nog de allereerste medaille door Venezuela werd gewonnen, haalde dit keer geen enkele Venezolaan het podium.

## Resultaten en deelnemers per onderdeel

### Atletiek
| Atleet                                                     | Onderdeel                 | Serie  | Serie        | Kwartfinale  | Kwartfinale  | Halve finale | Halve finale | Finale       | Finale       |
| Atleet                                                     | Onderdeel                 | Tijd   | Plaats       | Tijd         | Plaats       | Tijd         | Plaats       | Tijd         | Plaats       |
| ---------------------------------------------------------- | ------------------------- | ------ | ------------ | ------------ | ------------ | ------------ | ------------ | ------------ | ------------ |
| Clive Bonas                                                | heren 100 m sprint        | 10.9   | 3            | niet bereikt | niet bereikt | niet bereikt | niet bereikt | niet bereikt | niet bereikt |
| Rafael Romero                                              | heren 100 m sprint        | 10.9   | 4            | niet bereikt | niet bereikt | niet bereikt | niet bereikt | niet bereikt | niet bereikt |
| heren 200 m                                                | 21.8                      | 3      | niet bereikt | niet bereikt | niet bereikt | niet bereikt | niet bereikt | niet bereikt |              |
| Apolinar Solórzano                                         | heren 200 m               | n.v.t. | DISQ         | niet bereikt | niet bereikt | niet bereikt | niet bereikt | niet bereikt | niet bereikt |
| Alfonso Bruno Apolinar Solórzano Clive Bonas Rafael Romero | heren 4 x 100 m estafette | 42.0   | 4            | n.v.t.       | n.v.t.       | niet bereikt | niet bereikt | niet bereikt | niet bereikt |

### Boksen
| Olympiër         | Onderdeel                 | Ronde 1                | Ronde 2                | Kwartfinales           | Halve finales          | Finale                 | Finale       |
| Olympiër         | Onderdeel                 | Tegenstander Resultaat | Tegenstander Resultaat | Tegenstander Resultaat | Tegenstander Resultaat | Tegenstander Resultaat | Plaats       |
| ---------------- | ------------------------- | ---------------------- | ---------------------- | ---------------------- | ---------------------- | ---------------------- | ------------ |
| Carlos Rodríguez | heren licht weltergewicht | Hans Petersen verloren | niet bereikt           | niet bereikt           | niet bereikt           | niet bereikt           | niet bereikt |
| Enrique Tovar    | heren weltergewicht       | Pearce Lane verloren   | niet bereikt           |                        | niet bereikt           | niet bereikt           | niet bereikt |

### Paardensport
| Olympiër                               | Paard                      | Onderdeel            | Ronde 1     | Ronde 1        | Ronde 2      | Ronde 2      | Finale        | Finale        |
| Olympiër                               | Paard                      | Onderdeel            | Strafpunten | Plaats         | Strafpunten  | Plaats       | Totaal        | Plaats        |
| -------------------------------------- | -------------------------- | -------------------- | ----------- | -------------- | ------------ | ------------ | ------------- | ------------- |
| Víctor Molina                          | Tamanaco                   | Individueel springen | 108.5       | niet gefinisht | niet gestart | niet gestart | Uitgeschakeld | Uitgeschakeld |
| Jesús Rivas                            | Murachi                    | Individueel springen | 108.5       | niet gefinisht | niet gestart | niet gestart | Uitgeschakeld | Uitgeschakeld |
| Roberto Moll                           | Sorocaima                  | Individueel springen | 108.5       | niet gefinisht | niet gestart | niet gestart | Uitgeschakeld | Uitgeschakeld |
| Víctor Molina Jesús Rivas Roberto Moll | Tamanaco Murachi Sorocaima | Team springen        | 325.5       | niet gefinisht | niet gestart | niet gestart | Uitgeschakeld | Uitgeschakeld |

### Schietsport
| Olympiër                                  | Onderdeel                                       | Finale | Finale |
| Olympiër                                  | Onderdeel                                       | Punten | Plaats |
| ----------------------------------------- | ----------------------------------------------- | ------ | ------ |
| Hector de Lima Polanco                    | Heren vrij pistool, 50 m                        | 511    | 24     |
| José Bernal                               | Heren vrij pistool, 50 m                        | 508    | 25     |
| Carlos Monteverde                         | Heren snelvuur-pistool, 25 m                    | 572    | 10     |
| Carlos Crassus                            | Heren snelvuur-pistool, 25 m                    | 555    | 20     |
| Germán Briceño                            | Heren bewegend doel, enkel en dubbel schot      | 375    | 9      |
| Juan Llabot                               | Heren klein kaliber geweer, drie posities, 50 m | 1,118  | 32     |
| Heren klein kaliber geweer, liggend, 50 m | 592                                             | 33     |        |
| Enrique Lucca                             | Heren klein kaliber geweer, liggend, 50 m       | 594    | 25     |
| Franco Mignini                            | Heren kleiduivenschieten                        | 172    | 13     |
| Raúl Olivo                                | Heren kleiduivenschieten                        | 165    | 19     |

### Wielersport
Mannen 4.000m ploegenachtervolging
- Antonio Montilla
Arsenio Chirinos
Domingo Rivas
Franco Caccioni — 16e plaats

Mannen individuele wegwedstrijd
- Arsenio Chirinos — niet gefinisht (→ niet geklasseerd)
- Antonio Montilla — niet gefinisht (→ niet geklasseerd)
- Domingo Rivas — niet gefinisht (→ niet geklasseerd)
- Franco Caccioni — niet gefinisht (→ niet geklasseerd)

Afghanistan · Argentinië · Australië · Bahama's · België · Bermuda · Birma · Brazilië · Brits-Guiana · Bulgarije · Cambodja* · Canada · Ceylon · Chili · Colombia · Cuba · Denemarken · Duits eenheidsteam · Egypte* · Ethiopië · Fiji · Filipijnen · Finland · Frankrijk · Griekenland · Groot-Brittannië · Hongarije · Hongkong · Ierland · IJsland · India · Indonesië · Iran · Israël · Italië · Jamaica · Japan · Joegoslavië · Kenia · Liberia · Luxemburg · Malakka · Mexico · Nederland* · Nieuw-Zeeland · Nigeria · Noord-Borneo · Noorwegen · Oeganda · Oostenrijk · Pakistan · Peru · Polen · Portugal · Puerto Rico · Roemenië · Singapore · Sovjet-Unie · Spanje* · Taiwan · Thailand · Trinidad en Tobago · Tsjecho-Slowakije · Turkije · Uruguay · Venezuela · Verenigde Staten · Vietnam · Zuid-Afrika · Zuid-Korea · Zweden · Zwitserland*

*alleen deelgenomen in Stockholm